# Оборона Хивы (1924)
Оборона Хивы — операция РККА по удержанию города Хивы и недопущению его перехода в руки басмачей.

## Предыстория
К январю 1924 года положение советской власти в ХНСР в значительной мере усложнилось. Население было недовольно налогом, взимаемым с крестьян и ремесленников за использование наёмного труда. В Хиву явилась группа представителей из селений Питняк, Хазар-Асп и Беш-Арыка с требованием освобождения населения от налогов. Часть из прибывших была арестована, после чего оставшиеся на свободе, покинули Хиву. Под руководством бывшего министра Хивинского ханства Садыка Бакалова и вождя туркменов Агаджи Ишана были организованы восстания в Садываре, Питнаке и Хазараспе и Ханке, которое поддержал ведший длительную войну против советской власти Джунаид-хан. К тому времени на вооружение отрядов басмачей численностью 3 000 человек, находившийся под командованием Джунаид-хана, поступили британские полуавтоматические винтовки и пулемёты. Также Джунаид-хану подчинялся ряд конных отрядов местных курбаши численностью 6 000 человек.

## Ход операции
19 января 1924 года басмачи, наступая с 3-х сторон, пытались захватить Хиву открытой атакой. Для обороны Хивы были сформированы рабочие роты и комсомольские отряды, численность которых составила Гарнизон Хивы, численностью 290 человек, усиленный мобилизованными партийными, комсомольскими, профессиональными организациями и европейским населением, которому в случае падения города грозила поголовная гибель, около 500 человек, вступил в напряженный бой, закончившийся отходом атакующих. Джунаид-хан, переменил свой образ действий, обложил Хиву со всех сторон и повел правильную осаду.
Командованием Туркфронтом на поддержку осажденным была брошена конная группа под командой Б. Я. Лавиновского. Выступив из Чарджуя, колонна двинулась по маршруту Чарджуй — Дарганата — Питняк — Хазар-Асп — Хива. Шли переходами по 90 верст в сутки. На самолете из Ташкента в Хиву вылетел командир 2-й стрелковой дивизии т. И. С. Кутяков, чтобы возглавить оборону города.
Первое столкновение кавгруппы с противником произошло в районе Садывара, куда Джунаид-хан выдвинул до 600 сабель. Ожесточенный бой вылился в ряд атак с обоих сторон, которые прекратились только с наступлением ночи. На рассвете красноармейцы опрокинули басмачей и двинулись с боем вперед. 
В районе Питнака, на линии магистрального арыка (Палван-Арык), завязались серьёзные бои с басмачами Агаджи Ишана. Заняв в три линии арыки и канавы, басмачи отбивали метким прицельным огнем попытки кавгруппы продвинуться вперед, неоднократно переходя в контратаки. Бой длился с 14 часов до позднего вечера. Наступая с фронта развернутым пулеметным эскадроном и имея часть отряда уступом впереди для охраны своего правого фланга, командующий группой выслал 2 сабельных эскадрона в глубокий обход, для того, чтобы отрезать противнику возможность отойти. Но наступившая темнота и знание местности помогли басмачам скрыться. На поле боя они оставили около 300 трупов и много оружия. 
На следующий же день был занят Питнак. У Турткуля кавалерийский эскадрон, находившийся под командованием политрука Суринова, сумев миновать заставы басмачей, зашёл в их тыл и соединился с оборонявшими Хиву, нанеся басмачам тяжёлое поражение. Джунаид-хан, узнав о его результате, снял осаду Хивы и отошел.

## Последствия
При обороне Хивы погибли и были ранены примерно 200 красноармейцев. Развивая в дальнейшем наступление, части Красной Армии смогли практически уничтожить отряды басмачей. Джунаид-хан бежал за границу.